# Микроволновый сканер
Микроволно́вый ска́нер, сканер на миллиметровых волнах — устройство для визуализации поверхности тела человека и обнаружения объектов, скрытых под одеждой (сканер персонального досмотра), при помощи электромагнитных волн миллиметрового диапазона (30—90 ГГц, КВЧ) и используемое чаще всего для обеспечения безопасности в аэропортах и на других объектах (обнаружение оружия, взрывчатых веществ), а также предотвращения коммерческих потерь и контрабанды. Один из основных вариантов бесконтактного превентивного досмотра пассажиров. Существуют также другие, несколько реже используемые варианты — рентгеновские сканеры на основе обратного рассеяния лучей и на основе проникающего рентгеновского излучения.

## Технические детали
Одежда и органика прозрачны для радиоволн микроволнового диапазона (extremely high frequency, millimeter wave). Данный диапазон находится ниже субмиллиметрового диапазона терагерцовых волн («Terahertz radiation», «T-ray»).
Сканеры на миллиметровых волнах имеют два типа: активный и пассивный. Активные сканеры направляют лучи на объект, а затем интерпретируют отраженные лучи. Пассивные системы создают изображения, используя только окружающее (тепловое) излучение, которое приходится в том числе и на миллиметровый диапазон.
В сканере волны излучаются двумя антеннами, выполненными в виде полурамок и вращающихся вокруг тела. Волны, отраженные от тела и других объектов на теле, используются для получения трехмерного изображения, которое отображается на мониторе. Принцип аналогичен активной радиолокации.

## Возможные последствия для здоровья
Волны миллиметрового диапазона является частью микроволново-радиочастотного спектра. Даже на его высокоэнергетическом конце энергия всё ещё на 3 порядка меньше энергии, чем у его ближайшего радиотоксического соседа (ультрафиолет) в электромагнитном спектре. Таким образом, излучение миллиметрового диапазона не является ионизирующим, способным вызвать раковые образования путем радиолитического расщепления связей ДНК.
Из-за небольшой глубины проникновения миллиметровых волн в ткань (обычно менее 1 мм) острые биологические эффекты облучения локализуются в эпидермальных и дермальных слоях и проявляются прежде всего как тепловые эффекты. До сих пор нет четких данных о вредных эффектах, кроме тех, которые вызваны локальным нагревом и последующими химическими изменениями (экспрессия белков теплового шока, денатурация, протеолиз и воспалительный ответ). Следует, однако, отметить, что плотность энергии, требуемая для получения термического повреждения кожи, намного выше, чем обычно в активном миллиметровом сканере.
В фрагментированных или неправильно уложенных молекулах, полученных в результате термического повреждения могут быть доставлены в соседние клетки через диффузию и в системный кровоток через перфузию. Повышенная проницаемость кожи при облучении усугубляет эту возможность. Поэтому вполне вероятно, что молекулярные продукты термического повреждения (и их распределение в районах, удаленных от места облучения) могут вызвать вторичную травму. Обратите внимание, что это ничем не отличается от эффектов термического повреждения при ожогах огнём или горячими телами. Из-за растущей повсеместности излучения миллиметрового излучения (см. IEEE 802.11ad) продолжается исследование его потенциальных биологических эффектов.
Независимо от термической травмы, исследование, проведенное в 2009 году, финансируемое Национальным институтом здравоохранения, проведенное Американским департаментом энергетики Лос-Аламоса по теоретическим подразделениям и Центру нелинейных исследований и Медицинской школе Гарвардского университета, показало, что радиация терагерцового диапазона создает изменения динамики дыхания ДНК[прояснить] , кажущаяся интерференция с естественной динамикой разделения локальных цепей двухцепочечной ДНК и, следовательно, с функцией ДНК. [22] В той же статье упоминалась статья MIT Technology Journal от 30 октября 2009 года.
Сканеры миллиметровых волн не следует путать с рентгеновскими сканерами обратного рассеяния, совершенно другой технологией, также используемой для аналогичных целей в аэропортах. Рентгеновское излучение — это ионизирующее излучение, более энергичное, чем миллиметровые волны, более чем на пять порядков, и вызывает озабоченность по поводу возможного мутагенного потенциала.

## Использование в России и странах СНГ

### Первые внедрения
Первые образцы радиоволновых сканеров были установлены летом 2006 года в зонах предполетного досмотра московских аэропортов "Шереметьево" (терминал 1) и "Домодедово". Установки SafeView SafeScout SC-100 (новое название - ProVision SC-100) были поставлены в указанные аэропорты в рамках тестовой эксплуатации российской компанией - системным интегратором "Борлас Секьюрити Системз". Руководство аэропортов было заинтересовано в техническом решении, способном стать альтернативой введенному после событий 2004 года обязательному досмотру пассажиров ручным контактным методом.
Уже в 2007 году администрации аэропортов "Шереметьево" и "Домодедово" заявили об успешном прохождении тестовых испытаний и включении сканеров "SafeScout (ProVision)" в общую систему безопасности аэропортов в качестве технических средств досмотра. В несколько этапов закупались новые сканеры ProVision. Впоследствии аэропорт "Шереметьево" оснастил сканерами пункты предполетного досмотра пассажиров международных воздушных линий (терминалы E, F, D). Все сканеры обновлялись до последней версии ProVision ATD.
Одновременно с этим установки ProVision стали появляться в ряде других аэропортов: "Внуково" (2007 г.), "Благовещенск" (2009 г.), "Кольцово" (2008 - 2014 гг.), "Курумоч" (2007 - 2015 гг.), "Казань" (2013 г.), "Рощино" (2016 г.).
Помимо аэропортов сканеры ProVision используются на некоторых спортивных объектах и в иных местах с повышенными требованиями к безопасности.
Сканерами ProVision в 2010 году оснащены хоккейные арены "Минск-Арена" и "Чижовка-Арена" в г. Минск (Республика Беларусь), где они иногда используются для дополнительного досмотра части посетителей.
Сканеры "ProVision ATD" и "ProVision 2" используются (по состоянию на март 2024 год) на контрольно-пропускных пунктах Останкинской телебашни для досмотра посетителей.
В рамках подготовки к проведению Олимпийских игр в Сочи в 2014 году сканеры ProVision были установлены на контрольно-пропускном пункте ("контуре безопасности") вокруг объектов олимпийской деревни, а также в комплексе для прыжков с трамплина «Русские горки» (пос. Эсто-Садок).
Также установки SafeScout устанавливались на пропускных пунктах объектов ГМК "Норильский никель" (2007 г.), Procter & Gamble (г. Новомосковск, 2008 г.), шахта "Юбилейная - 2" (г. Новокузнецк, 2010 г.),  для досмотра персонала на предмет выноса материальных ценностей и проноса запрещенных предметов.

### Современное состояние
Несмотря на то, что радиоволновые сканеры успешно зарекомендовали себя как эффективное техническое средство досмотра, ввиду их высокой стоимости, технической сложности и отсутствия законодательно закрепленного предписания к их использованию они не получили такого широкого распространения в России, как металлодетекторы и рентгенотелевизионные интроскопы для досмотра багажа.
Нестабильность курсов валют, а также логистические сложности, вызванные особой геополитической обстановкой с февраля 2022 года, привели к падению спроса на радиоволновые сканеры, а также сложностям при закупке запасных частей.
Аэропорт "Кольцово" прекратил использование сканеров в 2022 году, а аэропорты "Внуково" и "Казань" объявили о продаже имеющихся у них радиоволновых сканеров.
Аэропорт "Шереметьево" использовал радиоволновые сканеры в качестве дополнительного средства досмотра пассажиров международных воздушных линий до 31 декабря 2023 года. В марте 2024 года аэропорт объявил о приостановлении их эксплуатации и планируемых работах по их сертификации в качестве технических средств досмотра согласно Постановлению Правительства Российской Федерации № 969.
По состоянию на март 2024 году единственным аэропортом в России, непрерывно эксплуатирующим сканеры "SafeScout (ProVision)" с 2007 года на всех пунктах предполетного досмотра пассажиров, является аэропорт "Домодедово". Наряду с вновь приобретенными сканерами ProVision 2 аэропорт поддерживает в рабочем состоянии все ранее установленные аппараты. В 2018 году проведены работы по модернизации 17 сканеров SafeScout до версии ProVision ATD, что решило проблемы приватности пассажиров при сканировании. Общее количество радиоволновых сканеров ProVision разных версий в "Домодедово" превышает 25 единиц, что является одним из крупнейших внедрений такого оборудования в мире.